# Laphria winnemana
Laphria winnemana är en tvåvingeart som beskrevs av Mcatee 1919. Laphria winnemana ingår i släktet Laphria och familjen rovflugor. Inga underarter finns listade i Catalogue of Life.